# Firmin le Confesseur
Firmin le Confesseur est un personnage dont l'existence historique n'est pas attestée. Il aurait vécu au IVe siècle et serait le successeur de Firmin d'Amiens sur le siège épiscopal d'Amiens. Il est reconnu saint par l'Église catholique.

## Biographie
Les sources historiques étant absentes, nous ne disposons que de sources hagiographiques tardives (fin du IXe siècle) qui distinguent Firmin le Confesseur de Firmin le Martyr. Le nom de Firmin, qu'il soit Martyr ou Confesseur d'ailleurs, n'apparait dans les litanies de l'Église d'Amiens qu'à la fin du VIIIe siècle. 
Firmin le Confesseur serait le fils ou le petit-fils du sénateur romain Faustinien et aurait été élevé à la dignité épiscopale par une assemblée d'évêques, en 359.
À sa mort, vers 407, il aurait été inhumé dans un faubourg à l'est d'Amiens appelé à l'époque Abladène. Ses reliques sont aujourd'hui conservées dans la cathédrale d'Amiens.
La tradition catholique en fait le deuxième ou le troisième évêque d'Amiens cependant, la véracité de l'existence de ce personnage est sujette à caution.